# N127 (België)
De N127 is een gewestweg in de Belgische provincies Antwerpen en Vlaams-Brabant en verbindt de N19 in Zammel, een gehucht van de gemeente Geel, met de R26 in Diest. De totale lengte van de N127 bedraagt ongeveer 15 kilometer.

## Plaatsen langs de N127
- Zammel
- Veerle
- Diest